# Enfield North
Circonscription parlementaire de la Chambre des communes
La circonscription d'Enfield North est une circonscription électorale anglaise située dans le Grand Londres, la plus nordique de la subdivision, et représentée à la Chambre des communes du Parlement britannique.

## Géographie
La circonscription comprend :
- La partie nord du borough londonien d'Enfield

## Députés
Les Members of Parliament (MPs) de la circonscription sont :
| Législature                                         | Années         | Député | Député        | Parti        |
| --------------------------------------------------- | -------------- | ------ | ------------- | ------------ |
| Enfield North issue de Enfield East et Enfield West |                |        |               |              |
| 46e                                                 | 1974–1974      |        | Bryan Davies  | Travailliste |
| 47e                                                 | 1974–1979      |        | Bryan Davies  | Travailliste |
| 48e                                                 | 1979–1983      |        | Tim Eggar     | Conservateur |
| 49e                                                 | 1983–1987      |        | Tim Eggar     | Conservateur |
| 50e                                                 | 1987–1992      |        | Tim Eggar     | Conservateur |
| 51e                                                 | 1992–1997      |        | Tim Eggar     | Conservateur |
| 52e                                                 | 1997–2001      |        | Joan Ryan     | Travailliste |
| 53e                                                 | 2001–2005      |        | Joan Ryan     | Travailliste |
| 54e                                                 | 2005–2010      |        | Joan Ryan     | Travailliste |
| 55e                                                 | 2010–2015      |        | Nick de Bois  | Conservateur |
| 56e                                                 | 2015–2017      |        | Joan Ryan (2) | Travailliste |
| 57e                                                 | 2017–2019      |        | Joan Ryan (2) | Travailliste |
| 57e                                                 | Fév.-déc. 2019 |        | Joan Ryan (2) | Change UK    |
| 58e                                                 | 2019–Présent   |        | Feryal Clark  | Travailliste |

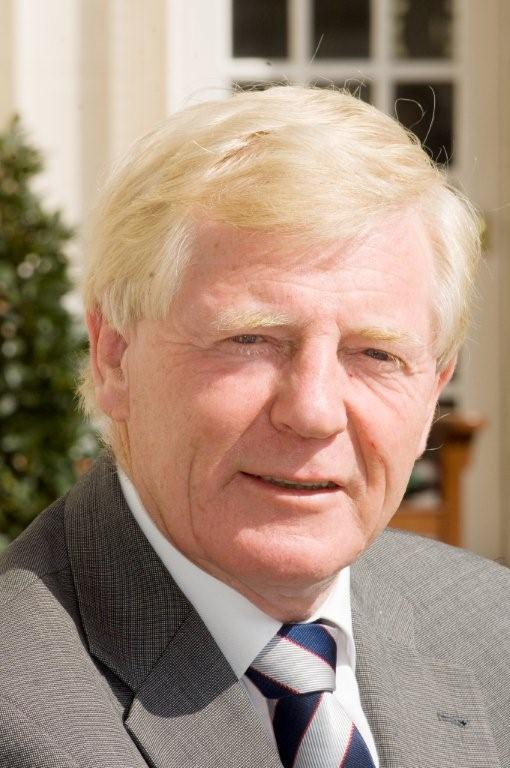
Bryan Davies (1974-1979)
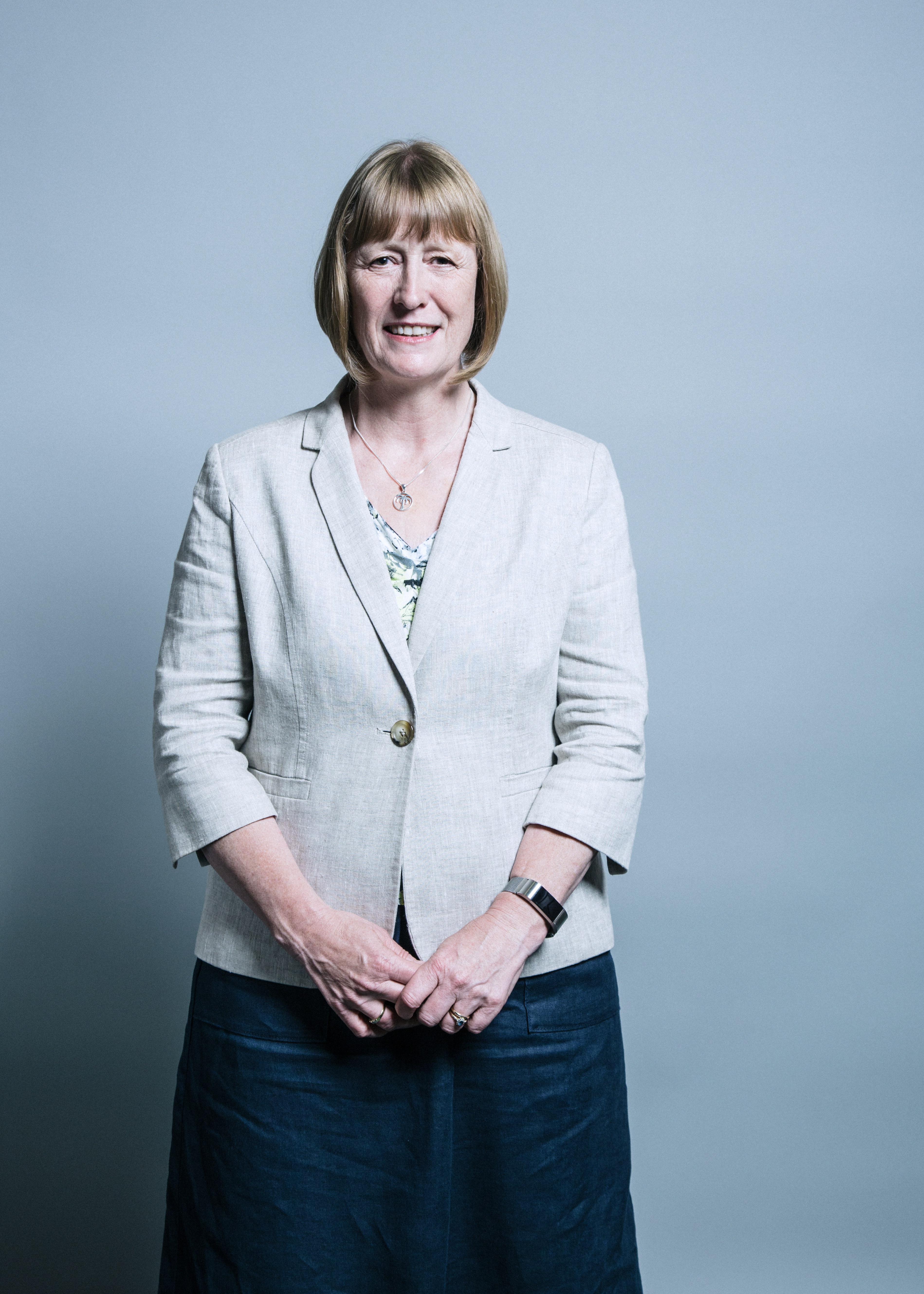
Joan Ryan (1997-2010 et 2015-2019)
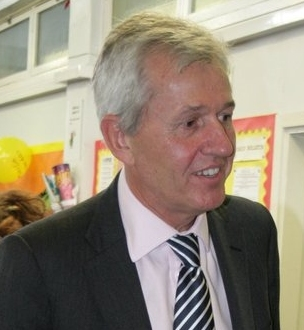
Nick de Bois (2010-2015)